# Aaron Stecker
Aaron Stecker (Green Bay, 13 novembre 1975) è un ex giocatore di football americano statunitense che ha giocato per undici stagioni nella National Football League.

## Nella NFL
Stagione 1999
Preso dai rookie non selezionati dai Chicago Bears ha passato l'intera stagione nella squadra delle riserve.
Stagione 2000
Passa ai Tampa Bay Buccaneers dove gioca 10 partite nessuna da titolare facendo 12 corse per 31 yard, una ricezione per 15 yard, 29 ritorni su kickoff per 663 yard con un fumble perso.
Stagione 2001
Ha giocato 13 partite nessuna da titolare facendo 24 corse per 72 yard con un touchdown, 10 ricezioni per 101 yard con un touchdown, 9 ritorni su kick off per 259 yard, 2 tackle da solo e un fumble recuperato.
Stagione 2002
Ha giocato 16 partite di cui una da titolare facendo 28 corse per 174 yard con un fumble, 13 ricezioni per 69 yard, 37 ritorni su kick off per 934 yard"record personale" con 2 fumble, 9 tackle di cui 8 da solo, ha forzato un fumble. In totale ha subito 3 fumble di cui 2 li ha persi e uno lo ha recuperato. Ha vinto il Super Bowl XXXVII.
Stagione 2003
Ha giocato 16 partite di cui una da titolare facendo 37 corse per 125 yard, 9 ricezioni per 48 yard con un touchdown, 25 ritorni su kick off per 520 yard con un fumble ed infine 10 tackle"record personale" da solo.
Stagione 2004
Passa ai New Orleans Saints dove gioca 16 partite di cui 3 da titolare facendo 58 corse per 244 yard con 2 touchdown e un fumble perso, 29 ricezioni per 174 yard, 18 ritorni su kick off per 469 yard con un touchdown e 4 tackle da solo.
Stagione 2005
Ha giocato 15 partite di cui 4 da titolare facendo 95 corse per 363 yard con un fumble, 35 ricezioni per 281 yard"record personale" con un fumble, 31 ritorni per 672 yard con un fumble, 2 tackle. In totale ha subito 3 fumble tutti persi.
Stagione 2006
Ha giocato 12 partite di cui una da titolare facendo 4 corse per 11 yard, 19 ricezioni per 190 yard, 10 ritorni su kick off per 216 yard ed 9 tackle di cui 7 da solo.
Stagione 2007
Ha giocato 16 partite di cui 6 da titolare facendo 115 corse per 448 yard"record personale" con 5 touchdown"record personale" con un fumble perso, 36 ricezioni per 211 yard, 6 ritorni su kick off per 137 yard, 2 tackle da solo. E un fumble recuperato.
Stagione 2008
Ha giocato 6 partite di cui nessuna da titolare facendo 8 corse per 43 yard, 9 ricezioni per 52 yard con un touchdown, 2 ritorni su kick off per 10 yard ed infine 3 tackle da solo. Il 19 novembre è stato messo sulla lista infortunati per un infortunio al quadricipite.
Stagione 2009
Passa agli Atlanta Falcons dove gioca 9 partite facendo 5 corse per 15 yard, 5 ricezioni per 34 yard, 3 ritorni su kick off per 54 yard e 2 tackle da solo. Dopo questa stagione si è ritirato.

## Palmarès

### Franchigia
- Super Bowl : 1

Tampa Bay Buccaneers: XXXVII
- National Football Conference Championship: 1

Tampa Bay Buccaneers: 2002